# Resident Advisor
Resident Advisor (RA) és una revista digital i una plataforma comunitària de música electrònica, artistes i esdeveniments internacionals. Fundada el 2001, RA ofereix ressenyes musicals, notícies d'esdeveniments, així com reportatges i entrevistes. El lloc web també gestiona serveis de venda d'entrades, directoris de discteques i promotors, galeries de fotos, perfils d'artistes i discogràfiques, llistes de DJ i un sistema de podcàsting.
L'empresa té la seva seu a Londres, amb oficines de suport a Berlín, Los Angeles, Sydney i Tòquio. El lloc web va guanyar un premi People's Voice en la 12a edició dels Webby Awards el 2008.
L'octubre de 2020, arran de l'impacte negatiu de la pandèmia de la COVID-19 sobre les organitzacions artístiques i culturals angleses, RA va rebre 750.000 £ del Consell de les Arts d'Anglaterra com a part de la iniciativa del Fons de Recuperació de la Cultura del Regne Unit.

## Història
Resident Advisor va ser fundada a Sydney l'any 2001 per Paul Clement i Nick Sabine com a lloc web per proporcionar notícies i informació sobre l'escena de la música electrònica australiana. El 2006, després que Clement i Sabine s'haguessin traslladat a Londres, van començar a treballar a temps complet a RA i van obrir una oficina a Berlín l'any següent.
El 2008 van presentar RA Tickets, un sistema de revenda d'entrades amb valor nominal. El 2011, va produir una sèrie de curtmetratges documentals titulats Real Scenes. El 2014, es va anunciar el primer redisseny complet del lloc web, afegint un disseny web responsiu, un nou logotip, la integració completa de SoundCloud a les pàgines d'artista i altres funcions, arribant als dos milions d'usuaris al mes. El 2021, Resident Advisor va presentar un nou redisseny del seu lloc web. El nou disseny també va coincidir amb un canvi al seu nom de domini, migrant de residentadvisor.net a ra.co.